# Fessan

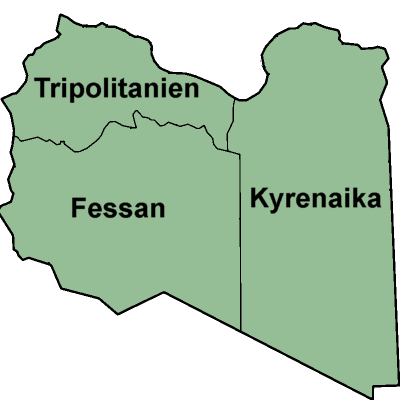
Die drei historischen Provinzen Libyens, mit dem Fessan im Südwesten (1952–1963)

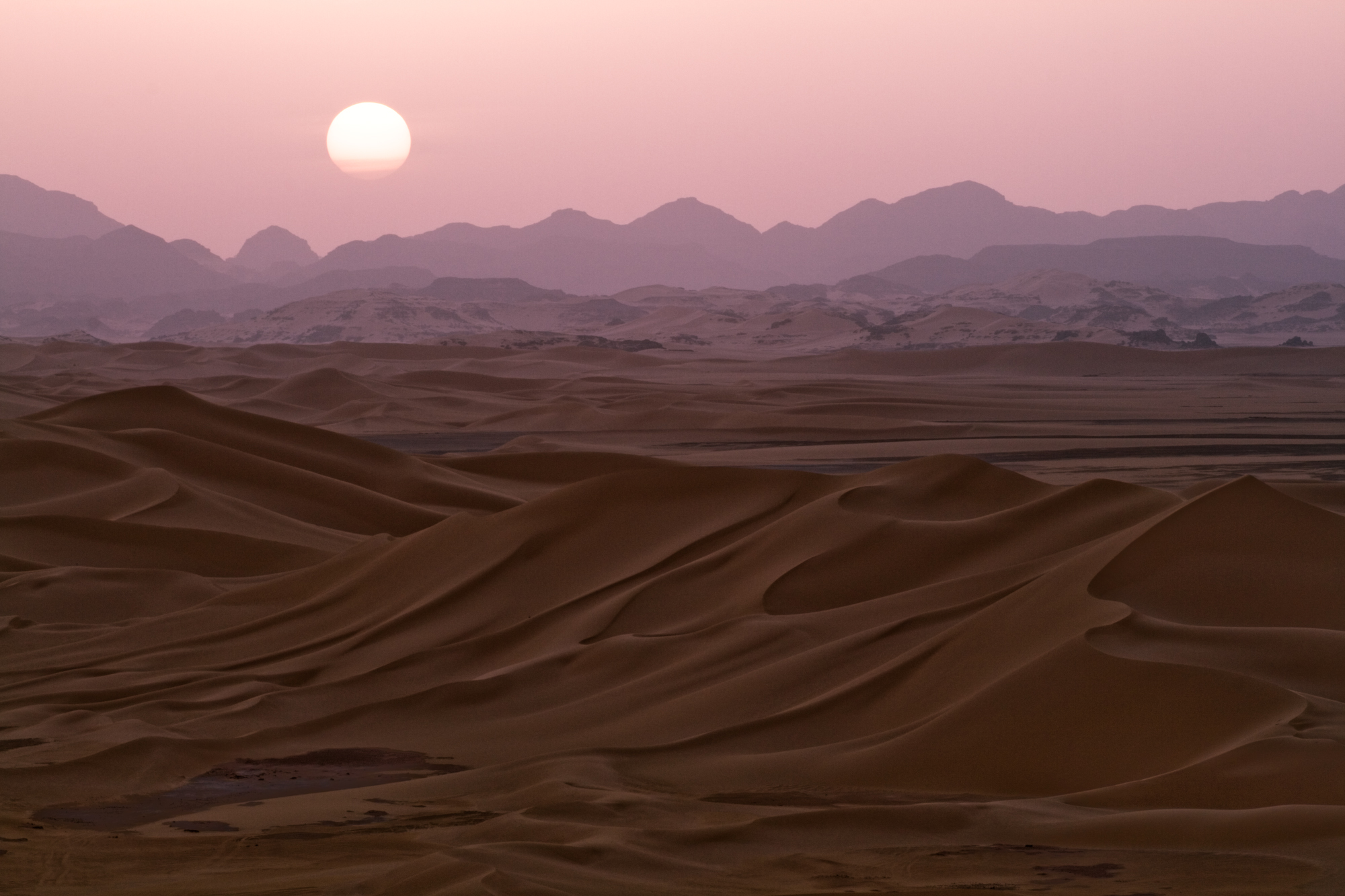
Sonnenuntergang über den Dünen von Wan Caza im Fessan

Der Fessan (aus tamazight ⴼⴻⵣⵣⴰⵏ Fezzan, arabisch فزان, DMG Fizzān) ist eine Landschaft in Libyen, die zur Sahara gehört. Er ist eine der drei historischen Großregionen Libyens und früheren Gouvernements, neben Tripolitanien im Norden und der Kyrenaika im Osten.

## Geographie
Der Fessan ist 551.170 km² groß (nach anderen Angaben 684.280 km²), bei einer Bevölkerung von 413.005 Einwohnern (Stand 2003). Im Westen wird er von Algerien, im Süden von Niger und vom Tschad begrenzt. Die bedeutendsten Orte sind Murzuk und Sabha. Letzteres ist das Verwaltungszentrum für den Fessan und hat in dieser Funktion Murzuk abgelöst. Weitere wichtige Orte sind Ghadames und Ghat. Mit 816 Meter über dem Meeresspiegel bildet der Jabal al Hasawinah die höchste Erhebung im Fessan.
Das Land wird im Wesentlichen von Sand-, Kies- und Felswüsten bedeckt. Den größten Teil nehmen die zwei Sandwüsten Erg Ubari und Erg Murzuk ein. Es gibt jedoch bewohnte Oasen, beispielsweise Adiri, die Hauptstadt im Munizip Wadi asch-Schati’. Die libysche Regierung ist bemüht, die Region durch den Ausbau der Infrastruktur und die Einrichtung von Bewässerungsanlagen zu entwickeln. Die Gefahr der Versalzung der Böden ist dabei groß. Es gibt in Libyen keine ganzjährigen Flüsse, jedoch extensive Grundwasserleiter, die zu artesischen Brunnen und Quellen führen.
Auf dem Gebiet der früheren Großprovinz Fessan lagen bis 2007 sechs der 32 Munizipien Libyens:
| Nr. | شعبية       | Schaʿbiyya        | Einwohner 2003 | Fläche km² |
| --- | ----------- | ----------------- | -------------- | ---------- |
| 6   | الجفرة      | al-Dschufra       | 45.117         | 117.410    |
| 17  | غات         | Ghat              | 22.770         | 72.700     |
| 20  | مرزق        | Murzuk            | 68.718         | 349.790    |
| 27  | سبها        | Sabha             | 126.610        | 15.330     |
| 30  | وادي الحياة | Wadi al-Haya      | 72.587         | 31.890     |
| 31  | وادي الشاطئ | Wadi asch-Schati' | 77.203         | 97.160     |
|     | فزان        | Fessan            | 413.005        | 684.280    |

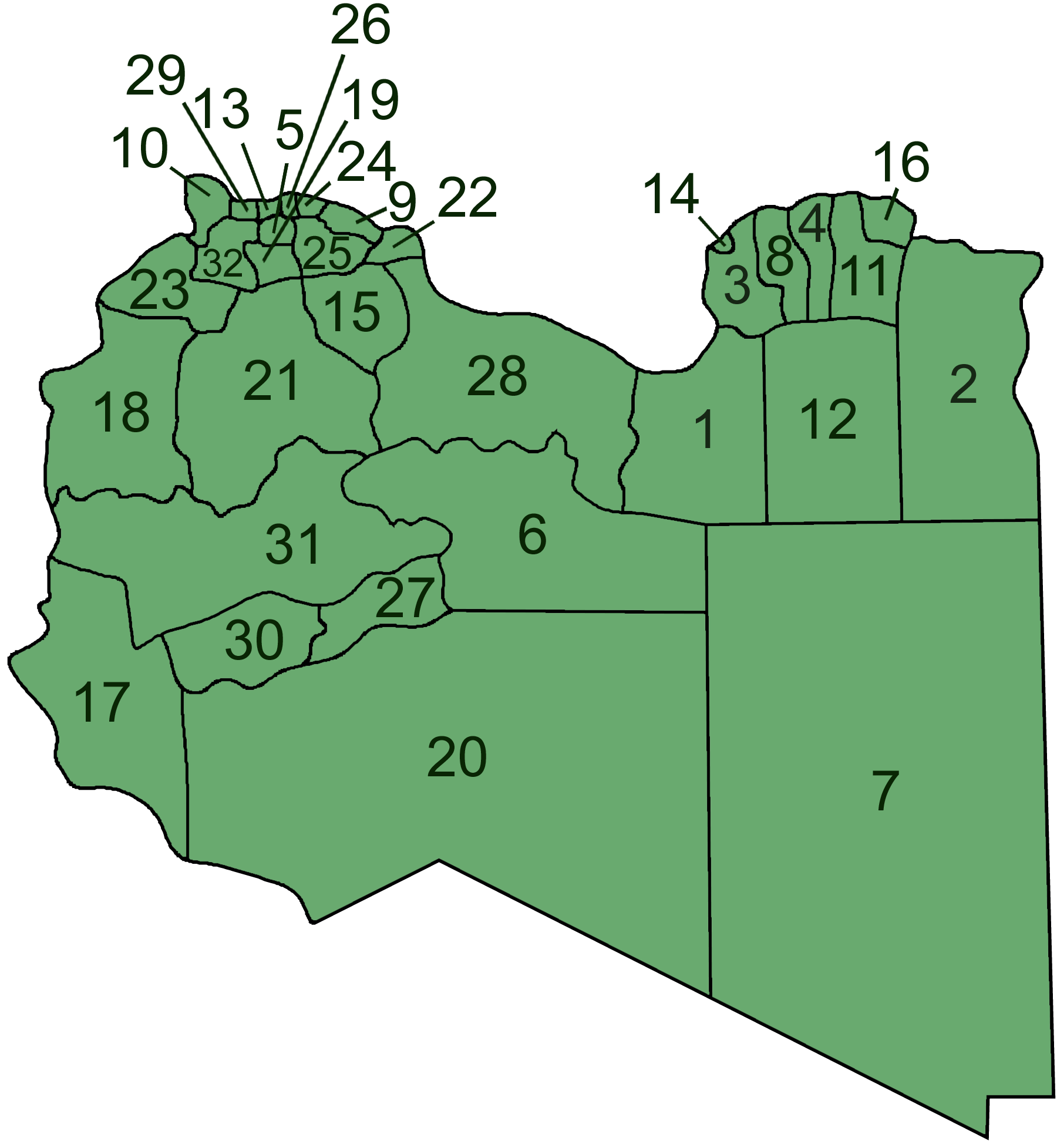
Verwaltungsgliederung in Libyen (2001–2007)

Nach anderen Quellen wird Ghadames (Nr. 18 auf der Karte) noch zum Fessan gerechnet.

## Geschichte

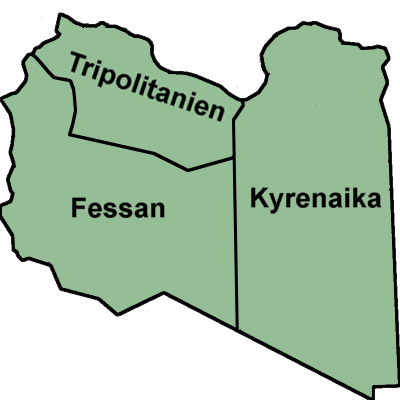
Von 1943 bis 1951 zählte auch Ghadames (Nr. 18) noch zu Fessan

Vor rund 400.000 und noch einmal vor 200.000 Jahren füllte ein riesiger See das heutige Saharabecken und in der Altsteinzeit hat es in der Fessan-Region einen Megasee gegeben. Das Sahara Megalakes Project vermutet für den Megafessan in der Region des Wadi Shati eine maximale Fläche von 130.000 ±7000 km² mit einem Einzugsgebiet von 350.000 km². Die Seen verschwanden vor etwa 3000 Jahren. Noch heute liegen im Sand versteinerte Muscheln und Seeschnecken. Archäologische Untersuchungen der 2000er-Jahre fanden Werkzeuge, z. B. Faustkeile, und andere Gegenstände der Steinzeit. Bei Bohrungen entdeckten Erdölunternehmen in den 1950er Jahren riesige Vorkommen fossilen Wassers aus unterirdischen Seen, die sich nach der jüngsten Eiszeit vor 20.000 bis 30.000 Jahren bildeten. Libyen besitzt heute noch unter dem Wüstenboden fossile Wasservorräte, die auf 37.500 Mrd. m³ geschätzt werden. Diejenigen Mandara-Seen, die dauerhaft Wasser führen, werden vermutlich durch artesischen Druck aus diesen Quellen gespeist und versanden deshalb nicht.
Seit dem Altertum wird die Landschaft von Berbervölkern bewohnt. Mit dem 5. Jahrhundert v. Chr. wurden den Griechen die Garamanten bekannt. Zwar eroberten die Römer nicht den Fessan, doch unternahmen sie Expeditionen in die Sahara und haben wohl unter Maternus um 100 n. Chr. die Gebiete am Tschadsee erreicht.
Mit dem Vordringen des Islam und der Einführung des Kamels kam es zu einem Aufschwung des Transsaharahandels, wobei sich Murzuk als bedeutendes Handelszentrum in Fessan etablierte. Nach der Einwanderung der arabischen Banu Sulaym kam es zu einer Vermischung der arabischen Bevölkerungsgruppen mit den Berbern.
Nachdem im 13. Jahrhundert Fessan zeitweise der Herrschaft von Kanem-Bornu unterstanden hatte, geriet das Land im 16. Jahrhundert unter die lockere Oberherrschaft der Osmanen und der Qaramanli. 1914 wurden die 1911 in Libyen gelandeten Italiener von den Senussi mit türkischer Unterstützung vertrieben. Als Italien Libyen seit 1923 eroberte, unterwarf es 1930 auch die Stämme des Fessan. Seit 1943 wurde Fessan (französisch: Fezzan) von Frankreich besetzt und 1946 gemeinsam mit der Provinz Ghadames unter Militärverwaltung gestellt. 1948–1951 waren die französischen Militärverwaltungen beider Regionen wieder getrennt. Seit 1951 bildet Fessan – gemeinsam mit Tripolitanien und der Kyrenaika – das unabhängige Libyen.

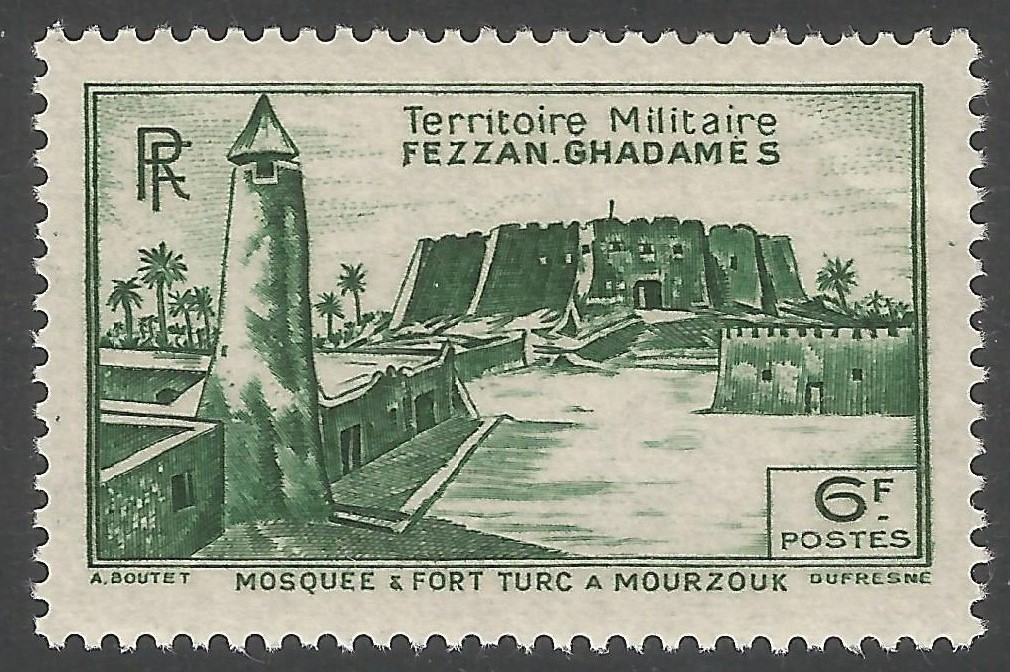
Osmanisches Fort und Moschee von Mursuk auf Briefmarke des französischen Militärterritoriums Fezzan-Ghadames

### Herrscherliste 1789 bis 1842
Sultane der Aulad-Muhammad-Dynastie (1789–1831)
- Sharif Muhammad ibn al-Mansur al Hakim (1789–1804)
- Sharif Muhammad ibn al-Mansur al-Muntasir (1804–1811)
- Yussuf al-Mukkani (1811–1831)

Sultan der Banu-Sulayman-Dynastie (1831–1842)
- Sayf an-Nasr Abd al-Jalil ibn Rad (1831–1842)

Bürgerkrieg in Libyen
Infolge des Bürgerkriegs bildete sich 2018 die Bewegung Fezzan Rage oder Anger of Fezzan. Um gegen die Vernachlässigung der südlichen Fessan-Region zu protestieren, die sich in fehlender Infrastruktur und häufigen Stromausfällen bemerkbar macht, besetzte sie im Dezember 2018 die Ölfelder von El Feel und El-Sharara. Sie drohte eine Wiederholung dieser Aktion an. Zum Aufbau kommunaler Verwaltungsstrukturen und von Kontakten zum übrigen Libyen bildete sich 2012 die Fezzan Libya Organisation, die vom Entwicklungsprogramm der Vereinten Nationen und dem USIP unterstützt wird.
Außer regierungstreuen Milizen im Norden des Fessan agieren (Stand 2019) Tuareg-Milizen im Westen über die Grenze nach Algerien hinaus und Tubu-Milizen im Südosten über die Grenzen nach Niger und Tschad sowie sudanesische Söldner. Auch das ostlibysche Armeebündnis von General Haftar ist nach Fessan eingedrungen.